# Satoru Shibata
Satoru Shibata var tidligere præsident af Nintendos australske afdeling. Da Shigeru Ota forlod jobbet som præsident for Nintendos europæiske afdeling, blev Shibata hans efterfølger i august 2000. 
Han har optrådt på Nintendo Show, DS arrangement i Paris og Nintendo-Europe Wii begivenhed i september 2006 og spillede Wii Tennis med Tim Henman og Greg Rusedski, dog vides ikke meget om Satoru Shibata.